# Undleybrakteaten
Undleybrakteaten är en guldbrakteat från 400-talet e.Kr. hittad vid Undley Common, nära Lakenheath, Suffolk i England. Inskriptionen är den äldsta man funnit där man kan argumentera för att en specifik anglofrisisk futhorc eventuellt använts (till skillnad från den samgermanska äldre futharken).
Bildmotivet på brakteaten är en efterbildning av en Urbs Roma-mynttyp från Konstantin den stores tid, och visar kejsaren med hjälm samt Romulus och Remus som diar varginnan. Brakteatens diameter är 2,3 cm och den väger 2,24 gram. Den kan ha sitt ursprung i norra Tyskland eller södra Skandinavien och eventuellt ha tagits till England med en anglosaxisk bosättare.
Inskriptionen läses från höger till vänster kring brakteatens kant på framsidan och slutar vid bilden av varginnan:
ᚷ‍ᚫᚷ‍ᚩᚷ‍ᚫ ᛗᚫᚷᚫ ᛗᛖᛞᚢ
g͡æg͡og͡æ mægæ medu
Runan o är den äldsta kända användningen av Ansuz (ᚩ) kontrasterande mot a-runan (ᚫ). De tre stavelserna gægogæ är skrivna med bindrunor, där g-runans X-form (ᚷ) kombinerats med runorna för æ och o.
Orden mægæ medu blir direktöversatt "måg med", vilket tolkas som "belöning för släktingar", och refererar till brakteaten. Ordet gægogæ är troligen någon form av trollformel eller stridsrop, och påminner om g͡ag͡ag͡a som återfinns på den jämngamla Kragehul I-spjutstången.

### Allmänna källor
- J. Hines and B. Odemstedt, The Undley bracteate and its runic inscription, Studien zur Sachsenforschungen, 6 (1987), s. 73-94.
- J. Hines, The Scandinavian character of Anglian England in the pre-Viking period, BAR British Series 124 (Oxford 1984), s. 204-9.
- S. E. West, Gold bracteate from Undley, Suffolk, Frühmittelalterliche Studien, 17 (1983), s. 459.
- M. Axboe, The Scandinavian gold bracteates, Acta Archaeologica, 52 (1982), s. 75.